# Staphylos
Pour l'historien grec, voir Staphylos de Naucratis.

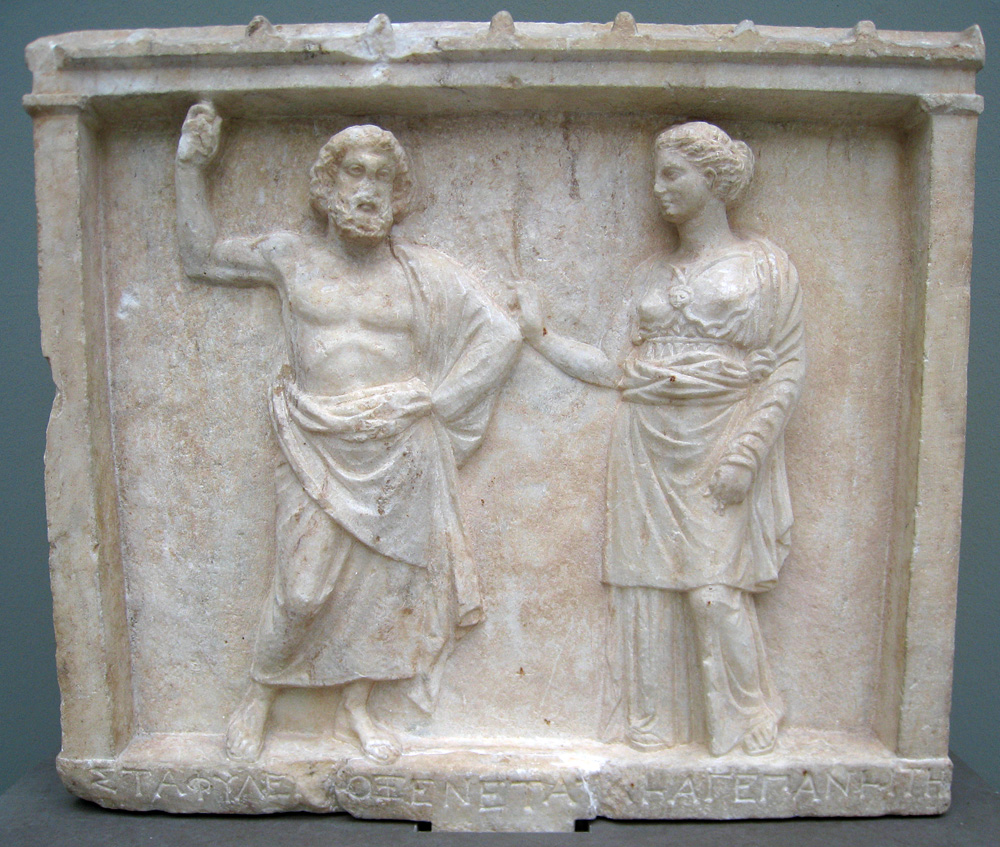
Staphylos et Athéna, bas relief thrace en marbre du, Ny Carlsberg Glyptotek.

Dans la mythologie grecque, Staphylos (en grec ancien Στάφυλος / Stáphulos, « grappe ») est le nom de plusieurs personnages difficiles à discerner les uns des autres, mais qui cependant appartiennent tous au cycle de Dionysos, le dieu de la vigne.

## Les différents Staphylos

### Staphylos berger
Dans une version du mythe, Staphylos était un berger du roi étolien Œnée. Tandis qu'il menait comme chaque jour les troupeaux au pâturage, il remarqua que l'une des chèvres rentrait plus tard que les autres et semblait d'humeur plus joyeuse. Intrigué par cet événement, il la suivit et vit qu'elle mangeait des fruits qu'il ne connaissait pas. Il raconta l'aventure au roi. Celui-ci eut l'idée de presser ces fruits, qui s'avérèrent être des grappes, et ainsi on inventa le vin. On donna à ce liquide le nom du roi (οἶνος signifie « vin »). Le fruit lui-même prit le nom de « staphylos ».

### Staphylos, fils de Silène
Une légende voisine fait de Staphylos un fils de Silène, l'ami de Dionysos. C'est lui qui aurait eu le premier l'idée de mêler l'eau et le vin.

### Staphylos fils de Dionysos
Le plus souvent Staphylos est considéré comme le fils des amours de Dionysos et d'Ariane, après que celle-ci a été abandonnée par Thésée à Naxos, bien qu'une tradition en fasse le fils de Thésée lui-même. Il habite à Bybastos. Il était le frère de Thoas, Œnopion et Péparéthos, auxquels on ajoute parfois Latramys, Evanthés et Tauropolis. Staphylos épousa Chrysothémis et ils eurent trois filles, Molpadie, Rhéo et Parthénos (et, selon certains auteurs, une quatrième, Hémithée,). Par Rhéo, il est le grand-père d'Anios. Staphylos figure parmi les Argonautes.

### Staphylos d'Assyrie
Dans les Dionysiaques, Nonnos de Panopolis a introduit le personnage de Staphylos, qu'il a développé sans grand rapport avec la légende antérieure.
Staphylos est l'époux de Méthé et le père de Botrys. La famille tenait sa cour dans son palais en Assyrie. Ils reçurent Dionysos comme invité et organisèrent un banquet en son honneur. Staphylos mourut subitement le lendemain matin après la fête. Pour consoler sa femme et son fils, Dionysos nomma les grappes de raisin d'après Staphylos, l'ivresse d'après Méthé et les raisins d'après Botrys,.